# Joachim Knuth (Journalist)

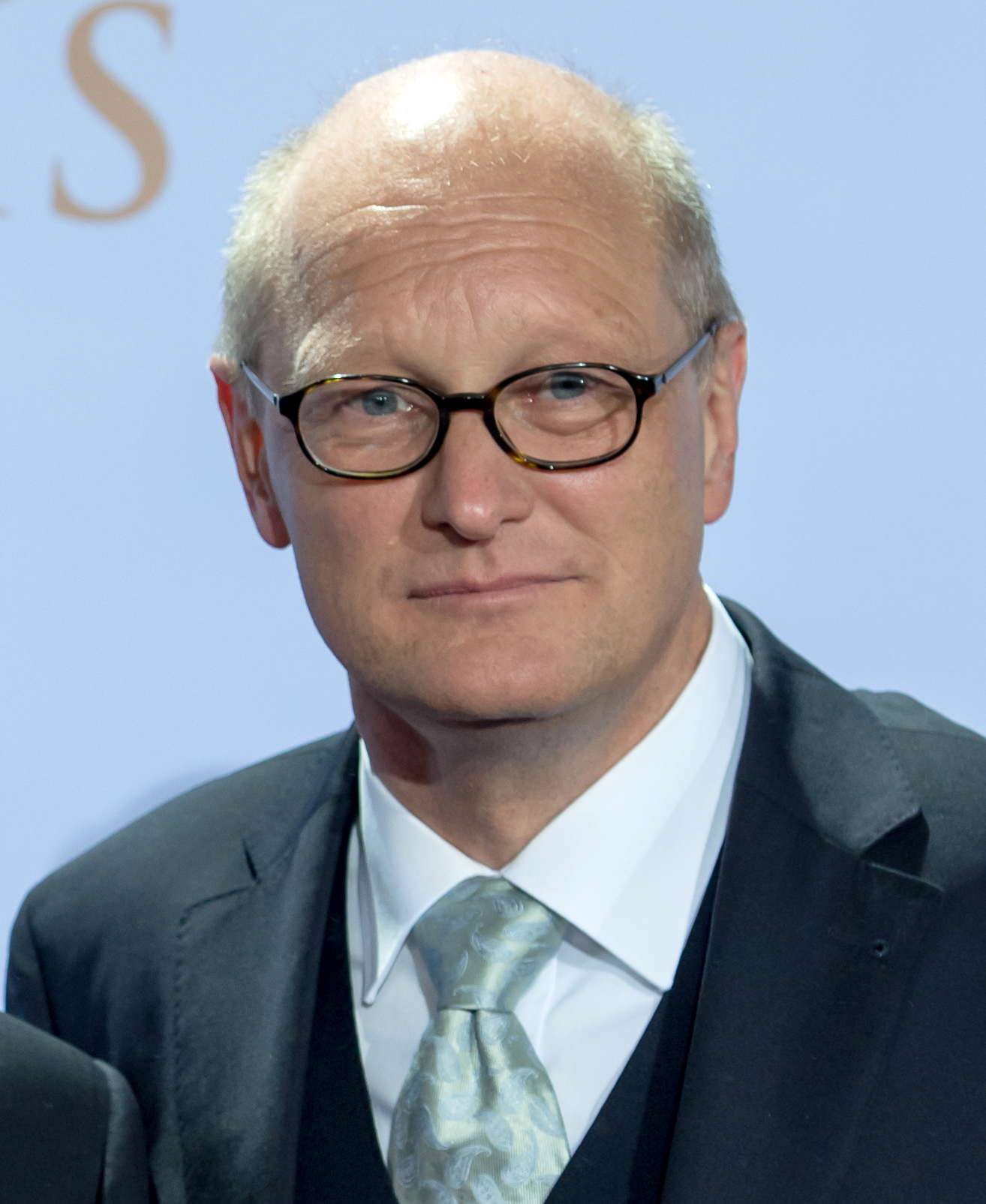
Joachim Knuth (2016)

Joachim „Jochen“ Knuth (* 14. April 1959 in Kiel) ist ein deutscher Journalist und seit 2020 Intendant des Norddeutschen Rundfunks. Von 2008 bis 2020 war er Hörfunkdirektor des NDR.

## Leben
Knuth studierte nach dem Abitur Politische Wissenschaft, Kommunikationswissenschaft und Geschichte an der Ludwig-Maximilians-Universität München und der University of Texas at Austin. Sein Universitätsstudium schloss er mit dem Diplom ab und besuchte parallel dazu die Deutsche Journalistenschule.

## Werdegang
Seit 1985 arbeitet er beim NDR. Zunächst war er Nachrichtenredakteur im Hörfunk, dann als Redakteur für Sozialpolitik, später als Zeitfunkredakteur für NDR 2 tätig. Von 1991 bis 1994 war Joachim Knuth Referent des Intendanten Jobst Plog. Ab 1995 arbeitete er für NDR Info, zunächst als Leiter der Programmgruppe Politik und Aktuelles. 
1998 wurde Knuth Wellenchef von NDR Info und Hörfunk-Chefredakteur. Von 2008 bis 2020 war er Programmdirektor Hörfunk und organisierte maßgeblich den neu geschaffenen Deutschen Radiopreis mit.
Im Juni 2019 wurde er im NDR-Verwaltungsrat als Kandidat zur Wahl als Intendant des NDR nominiert und am 5. Juli 2019 vom Rundfunkrat ohne Gegenkandidat gewählt. Für Knuth gab es 40 Ja-Stimmen, 6 Enthaltungen und eine Gegenstimme. Am 13. Januar 2020 trat er somit die Nachfolge von Lutz Marmor an. Gemäß NDR-Staatsvertrag beträgt die gewählte Amtszeit sechs Jahre.
Knuth engagiert sich ehrenamtlich unter anderem als Verwaltungsratsmitglied der Evangelischen Stiftung „Das Rauhe Haus“ in Hamburg und (seit 2023) als Kuratoriumsvorsitzender der Stiftung Bibel und Kultur.
Joachim Knuth ist mit der Hamburger Pröpstin und Hauptpastorin Ulrike Murmann verheiratet und hat mit ihr drei Kinder.